# كريم أباد (صالح أباد)
کریم أباد (بالفارسية: کریم‌آباد) هي قرية تقع في إيران في Salehabad Rural District. يقدر عدد سكانها بـ 1,452 نسمة .